# جون إم. يوهانسن
جون إم. يوهانسن (بالإنجليزية: John M. Johansen)‏ هو فنان تشكيلي ومهندس معماري أمريكي، ولد في 29 يونيو 1916 في مانهاتن في الولايات المتحدة، وتوفي في 26 أكتوبر 2012 في Brewster, Massachusetts ‏ في الولايات المتحدة بسبب قصور القلب.